# Le Chant de Nigamon
Le Chant de Nigamon (H. 16) est un poème symphonique composé en 1917 par Arthur Honegger et créé en 1920.

## Genèse et création
Honegger est encore dans la classe de Vincent d'Indy quand il compose sa première œuvre avec orchestre, si l'on excepte l'exercice que constitue le Prélude pour Aglavaine et Sélysette, en tirant profit de sa participation à la classe de direction . Dans une lettre adressée à ses parents du 11 novembre 1917, il indique qu'il est en train de « terminer une grande chose pour orchestre qui sera jouée probablement cet hiver au Conservatoire. C'est une sorte de jaques symphonique que j'appellerai Le Chant de Nigamon et qui représente un supplice peau-rouge. (...) Comme il me faudra copier le matériel d'orchestre cela fera environ 600 pages à écrire d'ici le début de janvier ». La partition est achevée en décembre 1917 et comporte explicitement l'origine des thèmes empruntés, notamment au Recueil d'ethnographie musicale de Julien Tiersot. D'Indy trouve l'ouvrage  « très intéressant et bien orchestré » comme le précise la lettre qu'Honegger adresse à ses parents le 19 décembre 1917.

## Argument
La musique d'Honegger s'inspire du roman en vogue à l'époque de Gustave Aimard, Le Souriquet. Elle décrit l'histoire de Nigamon, chef des Iroquois, qui battu par le Huron Tariah, est scalpé et condamné à mourir dans les flammes du bûcher ; son peuple entonne un chant funèbre avant que lui-même ne commence le sien et que tout le monde se taise.

## Création et réception
Le 17 janvier 1918, l'œuvre est donnée en première lecture au Conservatoire et l'accueil est favorable, notamment de d'Indy. Dans une lettre adressée à ses parents du 27 janvier 1918, Honegger précise à propos de son ouvrage : « Je le dirige avec tant de véhémence que j'ai une ampoule dans la main droite. ».
La première audition publique a lieu au Cirque d'Hiver à Paris par les concerts Pasdeloup sous la direction du dédicataire Rhené-Baton, le 3 janvier 1920.
Si certaines critiques postérieures n'y voient qu'une musique à programme, Marcel Delannoy précise que le sens dramatique trouve dans cette pièce sa première expression tangible dans l'œuvre du compositeur. Il y note des allusions aux couleurs de Richard Strauss qu'Honegger admire particulièrement. Halbreich précise une lègère influence d’Elektra.

## Structure et analyse
Malgré un langage harmonique traditionnel, Honegger développe peu à peu une intégrité musicale. L'argument tel qu'il est présenté sur la partition imprimée indique :

« Tareah le Huron avait réservé Nigamon et les autres chefs iroquois, pour les brûler vifs. Le feu fut mis aux bûchers. Lorsque les flammes commencèrent à monter, Tareah bondit au travers et scalpa impitoyablement Nigamon et ses compagnons en les souffletant avec leur propre chevelure. Alors les Iroquois commencèrent leur chant de mort, mais lorsque Nigamon entama le sien, les autres se turent pour l'écouter »

.
La musique d'Honegger suit avec fidélité l'argument et constitue au sens propre du terme le seul poème symphonique que laisse le compositeur. La pièce comporte un seul mouvement de forme sonate qui se découpe en trois parties.

### Introduction
Les mesures 1 à 15 créent une atmosphère de mystère doublée d'un motif de fanfare omniprésent, où l’ut mineur est traité avec une dominante en fa.

### Exposition
Les mesures 16 à 77 débutent avec les cymbales et les timbales et lancent l'Allegro. Trois thèmes sont présentés aux mesures 34, 43 et 65.

### Développement
Les mesures 78 à 140 reprennent le motif de la fanfare et développent le premier puis le troisième thème exposés précédemment, entrecoupés du premier thème indien « Danse de guerre recueillie à Lorette, Canada par J. Tiersot ». Avant la réexposition, le deuxième thème indien surgit aux mesures 141 à 158 avec les cors sur trois notes la, do et mi, repris en canon et basé sur un « Chant de guerriers iroquois recueilli aux sources peaux-rouges ».

### Réexposition
Les mesures 159 à 204 présentent la réexposition aux termes inversés, en superposant le deuxième thème indien aux deuxièmes et troisièmes thèmes de l'exposition. Le troisième thème indien est introduit à la mesure 174 et éclate à la mesure 177 sur le thème de « The Warrior's Last Word », une mélodie iroquoise extraite de Wa-Wan. La mesure 195 est le point culminant de l'œuvre, un ré mineur aux trombones en fortissimo.

### Développement final et épilogue
Les mesures 205 à 217 présentent un decrescendo ouvrant la voie au finale (mesures 218 à 227). Symétrique de l'introduction, l'épilogue ne présente plus le motif de fanfare et s'achève sur un accord d'ut mineur avec accords de sixtes et septièmes majeures.

## Influences postérieures
Le relief des cuivres est consciemment mis en avant et l'écriture contrapuntique des phrases mélodiques est tangible. Elle préfigure le travail que l'on retrouvera dans les symphonies ultérieures. Le dépouillement et l'instinct sauvage de cette œuvre laisse présager le style en œuvre dans des compositions comme Le Roi David.

## Discographie

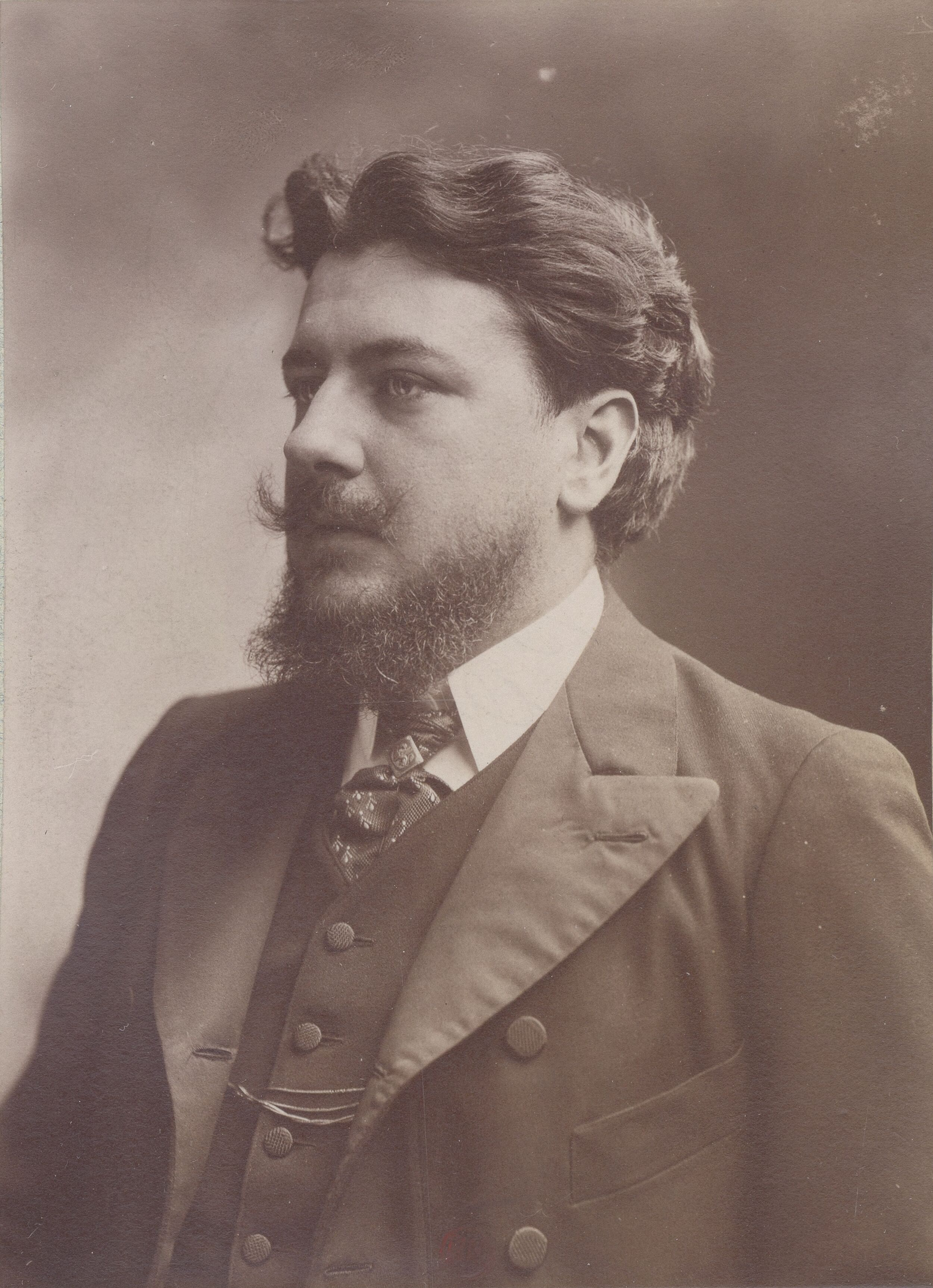
Le chef d'orchestre français Rhené-Baton est le dédicataire et le créateur de l'œuvre

- Charles Munch et l'Orchestre national de France, label Valois, 1998 ;
- Marius Constant et l'Orchestre philharmonique de Monte-Carlo, label Erato, 1991 rééd. 2005.

### Sources et références
- Harry Halbreich, Arthur Honegger : un musicien dans la cité des hommes, Paris, Fayard/Sacem, 1992, 816 p. (ISBN 2-213-02837-0)

1. ↑  p. 53
2. ↑  p. 55
3. 1 2  p. 57
4. 1 2 3 4 5 6 7 8 9 10 11 12  p. 423 à 426

- Pierre Meylan, Honegger, L'Âge d'Homme, 1982, 205 p.

1. ↑  p. 24

- Marcel Delannoy, Honegger, Pierre Horay, 1953, 250 p.

1. 1 2  p. 35

- Jacques Tchamkerten, Arthur Honegger, Papillon, 2005, 261 p.

1. 1 2  p. 35

### Autres références
1. 1 2 3  François-René Tranchefort, notice consacrée à Arhtur Honegger in Guide de la musique symphonique, Fayard - Les indispensables de la musique, 1986, (ISBN 978-2-213-01638-2), p. 368